# 니치아 화학공업
니치아 화학공업 주식회사(일본어: 日亜化学工業株式会社, 영어: Nichia Corporation)는 도쿠시마현 아난시에 본사를 두고 있는 일본의 화학 회사이다. 약칭으론 니치아(日亜) 또는 니치아 화학(日亜化学)이다.
발광 다이오드 등의 전자 부품이나 형광등에 사용되는 형광체를 취급하고 있으며 이전에는 스트렙토마이신 제조에도 종사했다.

## 개요
1956년, 오가와 노부오가 도쿠시마현 아난시에 설립했다. 형광등용의 형광체, 브라운관 TV용의 형광체를 제조하는 기업으로서 성장했다. 고휘도 청색 발광 LED를 제품화한 이후에는 제품으로 회사가 세계적으로 알려지게 됐다. 또한 현재의 주력 제품은 청색 LED와 형광체를 조합시켜 제품화한 백색 LED이며 주로 휴대 전화의 백라이트용으로서 생산되고 있다.

## 회사명
‘니치아’(日亜, NICHIA)는 일본의 ‘니치’(NICHI)와 아시아, 아메리카, 오스트레일리아의 영어 앞글자인 ‘아’(A)를 나타내고 있다. 회사의 역사에 의하면 이 회사명에는 창업자의 “일본을 중심으로 사해(四海) 모두 사이좋게 발전해 나가자는 마음”이 담겨져 있다.

## 거점
니치아 화학공업은 도쿠시마 현내(아난 시, 도쿠시마시, 나루토시)에 있으며 본사 외에 4개의 공장이 있다. 중화인민공화국, 중화민국, 말레이시아 등 현지에 자회사 공장이 있다.
본사
1964년 12월, 도쿠시마 현 아난 시에 ‘가미나카 공업소’(上中工業所)로서 개설됨. 1972년부터 본사.
아라타노 공장(A공장)
도쿠시마 현 아난 시. 회사로 설립한 1956년 12월부터 조업의 구 본사였으며 전지 재료를 제조.
다쓰미 공장(TN공장, TS공장)
도쿠시마 현 아난 시에 있으며 1995년 2월부터 조업, 부지면적은 41만 1천 평방미터. 형광체, LED, 전지 재료, 의약품 원재료, 증착 재료·박막 재료를 제조.
도쿠시마 공장(V공장)
도쿠시마 현 도쿠시마 시에 있으며 1974년 5월부터 조업. 천이 금속 촉매, 전자 재료를 제조.
나루토 공장(N공장)
도쿠시마 현 나루토 시에 있으며 일본담배산업 도쿠시마 공장 철거 부지에서 2006년 11월부터 조업. LED 응용 제품을 제조.
가고시마 공장(K공장)
가고시마현 미나미큐슈시에 있으며 EMS 회사인 다카쓰키 전기공업의 거점을 이용해 2007년 1월부터 조업. LED를 제조.

## 다이오드 개발
니치아 화학공업은 20세기 중에는 곤란하다고 여겨진 고휘도 청색 발광 LED를 1993년 11월에 제품화했다. 그 외에도 청색 LED와 형광체를 조합한 백색 LED를 개발하여 휴대용 기기의 백라이트나 차재 조명 등으로의 이용이 진행됐다. 또한 차세대 DVD에 필수불가결한 청자색 LD도 개발하는 등 이 분야에서의 기술 개발은 크게 진전됐다. 이 개발을 담당한 나카무라 슈지는 2014년에 노벨 물리학상 수상 관련 인터뷰에서 감사하고 싶은 인물의 필두로서 재직 당시의 사장이었던 오가와 노부오의 이름을 들어 “개발하고 싶다는 나의 제안을 5초 만에 결정하여 미국 유학과 중소기업으로서는 파격적인 연구개발비를 준비하여 아낌없는 지원을 해줬다. 그는 내가 아는 한 최고의 벤처 투자가이다”라고 말했다. 나카무라와 니치아는 아래와 같은 오랫동안 대립이 계속되고 있어 나카무라가 2014년의 문화훈장 수여 당시에 언론을 통해서 니치아에게 감사의 뜻을 밝히며 화해를 제안했지만 니치아는 나카무라가 요구한 사장과의 면회를 거절했다.

### 투플로 MOCVD 기술 특허 소송
니치아 화학공업의 전직 사원인 나카무라 슈지가 재직 시에 오가와 노부오 사장(당시)의 지원을 받아 질화갈륨계 화합물 단결정막 제조에 이용 가능한 ‘투플로 MOCVD 기술’(통칭 404 특허)을 발명했다. 2001년 8월, 이 특허권 귀속 확인과 이후에 양도 대가 청구를 요구하여 니치아 화학공업을 제소해, 세간의 주목을 끌었다. 더욱이 소송 제기 당시에 오가와 노부오는 이미 사장직에서 물러났고 노부오의 사위인 오가와 에이지가 사장으로 취임했다. 2005년 1월, 재판소가 화해를 재촉하면서 나카무라도 더 이상 재판의 장기화되는 것을 싫어했기 때문에 두 사람은 화해했다. 나카무라는 재판 후 변호사와는 다른 기자회견을 마련해서 “일본의 사법은 썩었다”고 말했다. 이 소송 등을 계기로 직무발명에 관한 취급이 사회 문제가 되자, 특허법의 개정이 이뤄졌다.
본 소송 중에 니치아 화학공업은 404 특허를 ‘양산에는 필요가 없는 기술’으로서 무가치인 것을 수차례나 말하여 그 특허권을 2006년 2월에 포기했다. 니치아 화학공업은 ‘아닐 p형화 현상’이 양산화의 핵심이었다고 주장했다. 나카무라 슈지는 훗날 노벨 물리학상을 수상했지만 그 당시의 공동 수상자인 아마노 히로시는 나카무라의 업적에 대해 “나카무라는 ‘실험의 신’과 같은 사람이다. 그 사람이 했기 때문에 실용화가 급속도로 진행됐다. 이 재료가 주목받은 최대의 공로자는 나카무라가 아닌가라고 생각한다”고 말했다.